# Konstantin von Tischendorf
Konstantin von Tischendorf (18. ledna 1815, Lengenfeld – 7. prosince 1874, Lipsko) byl saský teolog. Do dějin se zapsal především tím, že v čtyřicátých letech devatenáctého století rozluštil Efrémův kodex, starořecký biblický rukopis z pátého století obsahující Nový zákon, a tím, že v roce 1859 objevil pro moderní svět v klášteře svaté Kateřiny na Sinaji Sinajský kodex, biblický rukopis s Novým zákonem ze století čtvrtého.
Narodil se v roce 1812 v Lengenfeldu, obci v dnešním Sasku nedaleko Plavna, jako syn lékaře. Od roku 1834 studoval na Lipské univerzitě, kde byl ovlivněn G. B. Winerem a začal se specializovat na textovou kritiku Nového zákona. Jeho cílem se stalo pracovat s co nejstaršími rukopisy, aby měl před očima co nejvěrnější kopii původního textu. Školu ukončil doktorátem v roce 1838.